# Суліциці
Суліциці (пол. Sulicice) — село в Польщі, у гміні Крокова Пуцького повіту Поморського воєводства.
Населення — 350 осіб (2011).
У 1975-1998 роках село належало до Гданського воєводства.

## Демографія
Демографічна структура станом на 31 березня 2011 року:
|          | Загалом | Допрацездатний вік | Працездатний вік | Постпрацездатний вік |
| -------- | ------- | ------------------ | ---------------- | -------------------- |
| Чоловіки | 182     | 54                 | 104              | 24                   |
| Жінки    | 168     | 46                 | 90               | 32                   |
| Разом    | 350     | 100                | 194              | 56                   |